# Jesús María Lacruz
Jesús María Lacruz (ur. 25 kwietnia 1978 w Pampelunie) – hiszpański
piłkarz występujący na pozycji obrońcy. Obecnie gra w Realu Unión.
Wraz z reprezentacją Hiszpanii zdobył srebrny medal na Igrzyskach Olimpijskich 2000.